# Carl Johan Laurin
Carl Oskar Johan Laurin, född 1813 i Burs församling på Gotland, död 23 maj 1853 i Bahia, Brasilien, var en svensk musiker och tonsättare. 

## Biografi
Carl Johan Laurin var son till prosten Johan Filip Laurin och Magdalena Beata Fåhraeus. Han studerade vid Visby läroverk och vid Uppsala universitet från 1832. Han ledde Allmänna Sången 1839–1843 och skapade dess första stadgar. Laurin  promoverades 1842 och återvände 1843 till Gotland och en vikarierande, från 1846 ordinarie lärartjänst vid Visby lärdomsskola. År 1846 avlade han även musikdirektörsexamen vid Musikaliska akademiens undervisningsverk. I Visby grundade han Visby allmänna sångförening och var dess förste ledare. På grund av sviktande hälsa flyttade han 1852 till Brasilien, där han avled i gula febern i Bahia den 23 maj 1853.
Som tonsättare har Laurin efterlämnat åtskilliga flerstämmiga sånger och solosånger till pianoackompanjemang, däribland "Mitt lif är en våg" med text av Carl August Nicander. Två strofer av den sången återfinns på hans gravkors i Brasilien.

## Kompositioner
- Mitt liv är en våg till text av Carl August Nicander